# アラン・グース
アラン・ハーヴェイ・グース（Alan Harvey Guth、1947年2月27日 - ）は、アメリカ合衆国の宇宙物理学者。宇宙のインフレーション理論の第一人者として著名である。

## 略歴
ニュージャージー州ニューブランズウィック生まれ。マサチューセッツ工科大学で物理学の学位を得た後、プリンストン大学、コロンビア大学、コーネル大学、スタンフォード線形加速器センター（SLAC）で研究し1980年マサチューセッツ工科大学に戻った。コーネル大学時代にインフレーション理論の着想を得て、1981年インフレーション理論を発表した。
宇宙のインフレーション理論を最初に提案したことで知られる。尚、この理論の最初の論文投稿者は佐藤勝彦 (1981年) であるが、グースは1980年1月に佐藤と同様のインフレーションモデルをスタンフォード大学のセミナーで発表している。また、アレクセイ・スタロビンスキーも1979年に同様のモデルについてのアイデアを示し、1980年に論文を発表している。“インフレーション”という言葉を最初に用いたのはグースである。

## 受賞歴
- 1991年 - オスカル・クラインメダル
- 1992年 - リリエンフェルト賞
- 1996年 - エディントン・メダル
- 2001年 - ベンジャミン・フランクリン・メダル
- 2002年 - ICTPのディラック・メダル
- 2004年 - グルーバー賞宇宙論部門
- 2006年 - トムソン・ロイター引用栄誉賞
- 2009年 - アイザック・ニュートン・メダル
- 2012年 - 基礎物理学ブレイクスルー賞
- 2014年 - カヴリ賞

## 著作
一般向け
- アラン・グース 『なぜビッグバンは起こったか : インフレーション理論が解明した宇宙の起源 』はやしはじめ, はやしまさる(訳) 早川書房：1999年 ISBN 978-4152082282
  - 原題　Guth, Alan, "The Inflationary Universe: The Quest for a New Theory of Cosmic Origins". 1997. ISBN 0-201-32840-2 または ISBN 0-224-04448-6